# Santuario de Nuestra Señora de Argeme
El santuario de Nuestra Señora de Argeme es un templo católico situado en el municipio español de Coria, en la provincia de Cáceres.

## Descripción
El santuario se halla situado al noroeste de la localidad de Coria, en una llanura que se forma sobre la cima de unos barrancos. Se venera en él a la advocación mariana de la Virgen de Argeme.
Aparece descrito en el segundo volumen del Diccionario geográfico-estadístico-histórico de España y sus posesiones de Ultramar de Pascual Madoz con las siguientes palabras:

ARAGEME: santuario de Ntra. Sra. de este título, en la prov. de Cáceres, part. jud. y térm. de Coria: sit. á 1 leg. escasa, y al NE. de la misma c. en una llanura pintoresca, formada sobre la cima de grandes barrancos, que caen sobre el r. Alagón; está rodeada de mucho monte de encina y alcornoque, que produce buenos y abundantes frutos: el templo es sencillo en su arquitectura, pero bastante vistoso; unida á él se halla la casa del ermitaño, con muy buenas habitaciones: en este sitio se celebra el 8 de setiembre una feria muy concurrida, que se instaló á fines del siglo pasado; para este efecto se hallan construidas en derredor de la ermita dos calles de portales para las tiendas, que se hallan formadas con paredes corridas, cortadas á cada 3 ó 4 varas, cubiertas de teja, y con antepecho para el mostrador: en los alquileres de estas tiendas los dias de feria, consisten las rent. de la ermita; el lugar está hermoseado ademas con varios álamos, plantados muchos en el año 1842.
(Madoz, 1845, p. 374)